# Natriumchloracetat
Natriumchloracetat ist eine chemische Verbindung. Es handelt sich hierbei um das Natriumsalz der Chloressigsäure, die als Ausgangsstoff oder Zwischenprodukt zur Herstellung einer Vielzahl von Chemikalien, wie Pharmazeutika und Kunststoffen, dient.

## Gewinnung und Darstellung
Natriumchloracetat wird industriell durch Umsetzen von Monochloressigsäure mit Soda hergestellt.
{\displaystyle \mathrm {2\ CH_{2}ClCOOH+Na_{2}CO_{3}\longrightarrow 2\ CH_{2}ClCOONa+\ H_{2}O+\ CO_{2}\uparrow } }

## Eigenschaften
Natriumchloracetat ist ein brennbarer, weißer Feststoff, welcher in Wasser leicht löslich ist. Er zersetzt sich über 150 °C, wobei Kohlenmonoxid, Kohlendioxid, Chlorwasserstoff und Natriumoxid entstehen.

## Verwendung
Natriumchloracetat dient als Ausgangsstoff zur Herstellung von Pharmazeutika, Kunst- und Farbstoffen, Kosmetika, Herbiziden, Carboxymethylcellulose, Thioglykolsäure, Glycin und Nitromethan.

## Sicherheitshinweise
Beim Verbrennen oder Erhitzen von Natriumchloracetat entsteht unter anderem ätzender Chlorwasserstoff. 